# 廣川泰三
廣川 泰三（ひろかわ たいぞう、1937年5月28日 - 1989年6月19日）は、神奈川県横須賀市出身で宮城野部屋（入門時は高嶋部屋）に所属した大相撲力士。本名は山村 泰三（やまむら たいぞう）。現役時代の体格は177cm、141kg。得意手は左四つ、押し。最高位は東小結（1964年5月場所）。血液型はB型。

## 来歴・人物

### 現役時代
横須賀市立不入斗中学校を卒業後、高嶋部屋に入門し、1953年3月場所で初土俵。同場所では番付外と新序でともに好成績を残したため、翌場所では序ノ口を飛び越して、序二段に付け出された。当初の四股名は、「泰山」。
新弟子の頃から、同部屋の大先輩である横綱・吉葉山に可愛がられた。その事もあってか、吉葉山が引退後高嶋部屋から独立して吉葉山道場（8代宮城野襲名後は、宮城野部屋に名称変更）を開くと、直ちにそこへ移っている。
腰を負傷して昇進が遅れ同部屋の後輩である明武谷や宇多川らに抜かれたが、稽古を積んで1961年7月場所で十両昇進、1962年7月場所で新入幕を果たした。
そして同場所では、初日から5連勝するなど10勝5敗と大きく勝ち越して、生涯唯一の三賞となる敢闘賞を受賞している。得意の取り口は、立合いに一気に当たって押すか左四つに組んで出足を生かして寄るものであった。
1964年5月場所では、小結昇進を果たしている。この場所では、大関・北葉山らを破ったものの7勝8敗と惜しくも負け越し、三役経験はこの1場所のみで終わった。
翌7月場所では、3日目に横綱・栃ノ海を突き落としで破り、生涯唯一の金星を挙げている。

### 年寄時代
1969年1月場所を以って引退した後は、宮城野部屋付きの年寄・押尾川（のち、同・東関）として後輩達を指導し、勝負審判も務めた。そして1977年11月に師匠が死去すると、直ちに9代宮城野を襲名し部屋を継承した。
その後、先代からの弟子であった港龍と竹葉山を前頭まで昇進させたが、1989年6月19日、舌がんのため死去。52歳没。これにより、部屋付きの10代中川（元前頭13・竹葉山）が年寄名跡を急遽取得して10代宮城野を襲名し、宮城野部屋を継承した。
亡くなる2週間ほど前、竹葉山の断髪式に師匠として参加する予定であったが、病状が悪化し「病気療養」の理由で急遽欠席。断髪式の止め鋏は、立浪・伊勢ヶ濱連合（後の伊勢ヶ濱一門）の総帥である立浪（元関脇・羽黒山）が入れている。

### 死後、宮城野部屋の師匠交代
10代宮城野は師匠として、前頭・光法（後に20代音羽山）や横綱・白鵬らを育て上げていたが、2004年8月、廣川の次女（山村佳代）と結婚して婿養子となった金親（元十両2、現役時代は北の湖部屋に所属）が11代宮城野を襲名し、部屋を継承した。それに伴い、10代宮城野は15代熊ヶ谷に名跡変更し、再び部屋付きとなった。この事から、10代の年寄名跡取得は借り名跡ではないものの、暫定的な取得であったとされる（借り名跡では部屋を経営できないため）。
しかし、2010年12月、日本相撲協会は11代宮城野について「師匠として相応しくない品行などがある」として、15代熊ヶ谷に部屋の師匠を戻させる措置を執る方針を理事会で決定。これに従い、年寄名跡の交換により15代熊ヶ谷が12代宮城野として再び部屋を継承し、11代宮城野は16代熊ヶ谷として部屋付きとなった。
16代熊ヶ谷は2013年に年寄名跡証書の協会提出をめぐって山村家と対立、最終的には提出したもののその代償として離婚に追い込まれた。さらに2015年には個人マネージャーへの暴行で逮捕、同年10月には協会を解雇されており、廣川の遺族および相撲界との関係は断絶されている。

## 主な成績・記録
- 通算成績：498勝488敗19休 勝率.505
- 幕内成績：218勝251敗11休 勝率.465
- 現役在位：86場所
- 幕内在位：32場所
- 三役在位：1場所（小結1場所）
- 三賞：1回
  - 敢闘賞：1回（1962年7月場所）
- 金星：1個（栃ノ海から、1964年7月場所3日目）

### 場所別成績
| | 一月場所 初場所（東京）  | 三月場所 春場所（大阪） | 五月場所 夏場所（東京） | 七月場所 名古屋場所（愛知） | 九月場所 秋場所（東京） | 十一月場所 九州場所（福岡） |
| --- | ------------------------ | ----------------------- | ----------------------- | --------------------------- | ----------------------- | --------------------------- |
| 1953年 （昭和28年） | x                        | 新序 3–0                | 東序二段27枚目 4–4      | x                           | 東序二段20枚目 4–4      | x                           |
| 1954年 （昭和29年） | 東序二段16枚目 6–2       | 東三段目54枚目 6–2      | 西三段目32枚目 4–4      | x                           | 東三段目29枚目 7–1      | x                           |
| 1955年 （昭和30年） | 西三段目筆頭 4–4         | 西幕下52枚目 5–3        | 東幕下43枚目 5–3        | x                           | 東幕下34枚目 4–4        | x                           |
| 1956年 （昭和31年） | 西幕下31枚目 2–6         | 西幕下40枚目 0–0–8      | 西幕下60枚目 6–2        | x                           | 東幕下50枚目 4–4        | x                           |
| 1957年 （昭和32年） | 東幕下48枚目 5–3         | 西幕下36枚目 4–4        | 西幕下35枚目 7–1        | x                           | 東幕下17枚目 5–3        | 西幕下13枚目 6–2            |
| 1958年 （昭和33年） | 西幕下5枚目 3–5          | 西幕下10枚目 6–2        | 西幕下4枚目 3–5         | 西幕下7枚目 3–5             | 西幕下11枚目 3–5        | 西幕下17枚目 5–3            |
| 1959年 （昭和34年） | 西幕下13枚目 3–5         | 西幕下17枚目 4–4        | 西幕下16枚目 5–3        | 東幕下10枚目 4–4            | 西幕下11枚目 5–3        | 東幕下7枚目 5–3             |
| 1960年 （昭和35年） | 東幕下6枚目 4–4          | 東幕下3枚目 2–6         | 西幕下11枚目 2–6        | 東幕下22枚目 5–2            | 西幕下13枚目 5–2        | 西幕下6枚目 5–2             |
| 1961年 （昭和36年） | 東幕下3枚目 5–2          | 東幕下筆頭 4–4          | 東幕下筆頭 4–3          | 西十両18枚目 9–6            | 東十両11枚目 7–8        | 東十両12枚目 7–8            |
| 1962年 （昭和37年） | 西十両13枚目 7–8         | 西十両14枚目 10–5       | 西十両4枚目 11–4        | 西前頭13枚目 10–5 敢        | 東前頭7枚目 9–6         | 東前頭2枚目 5–10            |
| 1963年 （昭和38年） | 西前頭6枚目 5–10         | 東前頭11枚目 9–6        | 東前頭6枚目 4–11        | 東前頭12枚目 10–5           | 西前頭5枚目 1–3–11      | 西前頭15枚目 10–5           |
| 1964年 （昭和39年） | 西前頭7枚目 9–6          | 東前頭筆頭 8–7          | 東小結 7–8              | 東前頭筆頭 6–9 ★            | 東前頭4枚目 3–12        | 東前頭13枚目 7–8            |
| 1965年 （昭和40年） | 東前頭14枚目 7–8         | 東十両筆頭 4–11         | 東十両9枚目 10–5        | 西十両2枚目 12–3            | 東前頭13枚目 7–8        | 西前頭13枚目 9–6            |
| 1966年 （昭和41年） | 東前頭10枚目 6–9         | 東前頭12枚目 11–4       | 東前頭4枚目 3–12        | 東前頭10枚目 8–7            | 西前頭6枚目 7–8         | 東前頭7枚目 7–8             |
| 1967年 （昭和42年） | 東前頭9枚目 7–8          | 東前頭10枚目 9–6        | 西前頭4枚目 6–9         | 西前頭4枚目 8–7             | 東前頭3枚目 5–10        | 東前頭7枚目 8–7             |
| 1968年 （昭和43年） | 東前頭5枚目 5–10         | 東前頭10枚目 2–13       | 東十両5枚目 5–10        | 西十両12枚目 8–7            | 東十両9枚目 8–7         | 西十両6枚目 5–10            |
| 1969年 （昭和44年） | 東十両11枚目 引退 4–11–0 | x                       | x                       | x                           | x                       | x                           |
| 各欄の数字は、「勝ち-負け-休場」を示す。 優勝 引退 休場 十両 幕下 三賞：敢=敢闘賞、殊=殊勲賞、技=技能賞 その他：★=金星 番付階級：幕内 - 十両 - 幕下 - 三段目 - 序二段 - 序ノ口 幕内序列：横綱 - 大関 - 関脇 - 小結 - 前頭（「#数字」は各位内の序列） |                          |                         |                         |                             |                         |                             |

### 幕内対戦成績
| 青ノ里   | 8 | 7  | 朝岡     | 1 | 2  | 浅瀬川   | 2    | 2    | 朝ノ海 | 1 | 1 |  |  |  |
| 天津風   | 5 | 2  | 荒波     | 4 | 2  | 一乃矢   | 1    | 0    | 岩風   | 3 | 4 |  |  |  |
| 追風山   | 5 | 2  | 扇山     | 5 | 3  | 大晃     | 2    | 1    | 岡ノ山 | 1 | 2 |  |  |  |
| 小城ノ花 | 3 | 8  | 海乃山   | 4 | 5  | 開隆山   | 5    | 10   | 柏戸   | 0 | 6 |  |  |  |
| 金乃花   | 2 | 3  | 北ノ國   | 2 | 1  | 北の富士 | 1    | 5    | 北葉山 | 3 | 7 |  |  |  |
| 君錦     | 6 | 3  | 清國     | 1 | 5  | 清勢川   | 2    | 1    | 麒麟児 | 1 | 3 |  |  |  |
| 栗家山   | 1 | 0  | 黒獅子   | 1 | 0  | 高鉄山   | 4    | 6    | 琴櫻   | 2 | 1 |  |  |  |
| 逆鉾     | 1 | 1  | 佐田の山 | 0 | 11 | 沢光     | 3    | 0    | 大豪   | 6 | 2 |  |  |  |
| 大鵬     | 0 | 7  | 大文字   | 1 | 2  | 大雄     | 6    | 5    | 高見山 | 0 | 2 |  |  |  |
| 玉嵐     | 1 | 1  | 玉乃島   | 0 | 2  | 常錦     | 3    | 3    | 鶴ヶ嶺 | 4 | 6 |  |  |  |
| 出羽錦   | 1 | 2  | 天水山   | 2 | 0  | 時葉山   | 0    | 2    | 戸田   | 0 | 1 |  |  |  |
| 栃東     | 0 | 2  | 栃王山   | 3 | 1  | 栃ノ海   | 1    | 6(1) | 栃光   | 0 | 4 |  |  |  |
| 豊國     | 9 | 10 | 羽黒川   | 3 | 6  | 羽黒山   | 3    | 4    | 長谷川 | 1 | 3 |  |  |  |
| 花光     | 5 | 5  | 福の花   | 2 | 5  | 房錦     | 2(1) | 2    | 富士錦 | 8 | 4 |  |  |  |
| 藤ノ川   | 0 | 3  | 二子岳   | 2 | 0  | 星甲     | 2    | 0    | 前田川 | 2 | 2 |  |  |  |
| 前の山   | 0 | 5  | 禊鳳     | 5 | 1  | 豊山     | 1    | 10   | 義ノ花 | 6 | 4 |  |  |  |
| 龍虎     | 0 | 1  | 若杉山   | 4 | 0  | 若秩父   | 3    | 2    | 若天龍 | 5 | 2 |  |  |  |
| 若浪     | 9 | 9  | 若鳴門   | 8 | 3  | 若ノ海   | 3    | 3    | 若ノ國 | 2 | 1 |  |  |  |
| 若乃洲   | 2 | 5  | 若羽黒   | 6 | 0  | 若二瀬   | 3    | 1    | 若見山 | 6 | 3 |  |  |  |

## 改名歴
- 泰山（たいざん、1953年5月場所-1959年1月場所）
- 旺葉山（おうばやま、1959年3月場所-1960年5月場所）
- 廣川（ひろかわ、1960年7月場所-1969年1月場所）

## 年寄変遷
- 押尾川 泰三（おしおがわ たいぞう、1969年1月-1971年9月）
- 東関 泰三（あずまぜき たいぞう、1971年9月-1977年12月）
- 宮城野 泰孝（みやぎの やすたか、1977年12月-1989年6月）